# Gao Xuefeng
Dit is een Chinese naam; de familienaam is Gao.
Gao Xuefeng (22 maart 1980) is een Chinees schaatser. Zijn specialiteit ligt op de 1500 meter.

## Persoonlijke records
| Afstand      | Tijd     | Datum             | Baan           |
| ------------ | -------- | ----------------- | -------------- |
| 500 meter    | 37,05    | 6 januari 2007    | Changchun      |
| 1000 meter   | 1.09,45  | 10 maart 2007     | Salt Lake City |
| 1500 meter   | 1.45,74  | 4 maart 2007      | Calgary        |
| 3000 meter   | 3.46,97  | 30 september 2006 | Calgary        |
| 5000 meter   | 6.26,68  | 22 oktober 2006   | Calgary        |
| 10.000 meter | 13.55,75 | 27 november 2004  | Heerenveen     |

## Resultaten
| Jaar | CK Azië | WK Afstanden | Olympische Spelen   |
| ---- | ------- | ------------ | ------------------- |
| 2003 | 5e      |              |                     |
| 2004 | 4e      |              |                     |
| 2005 |         |              |                     |
| 2006 | 8e      |              | 30e 1500m 25e 5000m |
| 2007 | Brons   | 18e 1000m    |                     |
| 2008 | DQ2     |              |                     |
| 2009 |         |              |                     |
| 2010 |         |              | 34e 1500m           |
| 2011 | 6e      |              |                     |